# Limba italiană
Limba italiană ( italiano (ajutor·info), lingua italiana) este o limbă romanică din subgrupul italo-dalmat vorbită de aproximativ 62 de milioane de oameni, din care majoritatea locuiesc în Italia.
Se bucură de statutul de limbă oficială în patru țări — Italia, San Marino, Vatican și Elveția (împreună cu franceză, germană și retoromană) și este folosită auxiliar în Vatican. Deține de asemenea statutul de limbă de minoritate recunoscută în părțile Croației și Sloveniei situate în Istria. Italiana mai are statut administrativ sau de limbă ne-oficială, după caz, la: Corsica, Coasta-de-Azur (ale Franței), Malta, Monaco, Albania, arhipelagul Dodecanez (al Greciei), Libia, Eritreea, Etiopia și Somalia. 
În Italia sunt numeroase dialecte regionale, dar înființarea unui sistem național de educație a condus la reducerea de-a lungul secolului al XX-lea a variației în limba vorbită de la o regiune la alta.
Limba italiană standard se bazează pe dialectele folosite în Toscana și este asemănătoare atât cu latina, cât și cu alte limbi romanice. Similitudinea lexicală cu: 
- franceză este estimată la 89% (Matteo Bartoli numește italiana și franceza „limbi inovative”, în opoziție cu limbile Peninsulei Iberice și româna)[6];
- la 87% cu catalana;
- la 85% cu sarda;
- la 82% cu spaniola;
- la 80% cu portugheza;
- la 78% cu ladina și
- la 77% cu româna.[2]

Estimările pot fi diferite, în funcție de sursă.  Printre limbile romanice mari, este și cea mai asemănătoare cu româna. Se caracterizează prin păstrarea consoanelor și vocalelor duble și accentului cu rolul distinctiv.
Influența italienei asupra altor limbi a fost moderată și este vizibilă cel mai puternic în artă, mai ales în muzică. Ideile Școlii Ardelene și latinismului au dus la mărirea numărului cuvintelor de origine italiană în limba română. Astăzi, cuvintele care intră în lexicul altor limbi se referă mai ales la artă culinară, exemple românești fiind pizza, pastă sau spaghete.

## Clasificare și limbi înrudite
Italiana derivă din latină vulgară, o variantă populară a limbii latine. Aparține familiei limbilor indo-europene și italice și face parte dintr-o ramură mare a limbilor romanice.

## Gramatică

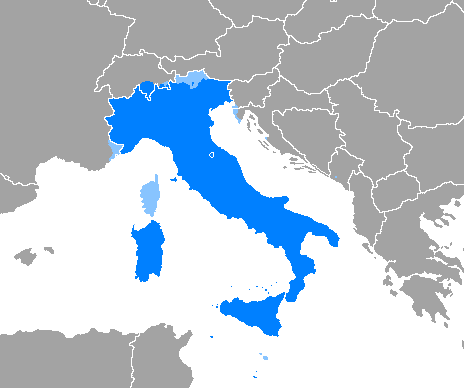

### Pronume
Pronumele sunt în general puțin necesare în italiană și sunt folosite mai ales pentru a elimina ambiguitatea în înțelesul unei propoziții. De obicei, ca și în română, terminația verbului dă informații despre subiect.
|                  | Singular                                                                     | Plural                                                            |
| Persoana I       | io - eu                                                                      | noi - noi                                                         |
| Persoana a II-a  | tu - tu (o persoană, familiar)                                               | voi - voi (plural, familiar)                                      |
| Persoana a III-a | egli (lui, esso) - el ella (lei, essa)- ea Lei - dvs. (o persoană, politețe) | essi (loro) - ei esse (loro) - ele Loro - dvs. (plural, politețe) |

Lei și Loro (scrise cu L mare) au un înțeles special în plus față de înțelesurile lor de "ea" și "ei". Lei este forma de politețe a lui tu (care este folosit doar pentru o singură persoană, familiar, pentru copii, sau pentru a se ruga la Dumnezeu), iar similar, Loro este forma de politețe pentru voi.

### Verbe
Infinitivul verbelor italiene are una dintre următoarele terminații, ori -are, -ere sau -ire. Majoritatea verbelor italiene sunt regulate.
Întrebările sunt formate prin creșterea intonației la sfârșitul propoziției, ca și în majoritatea limbiilor europene, posibil prin inversarea subiectului și verbului de asemenea, ca și în limba română (vezi exemplele de mai jos).

#### Conjugarea indicativului prezent regulat
Această conjugare de bază este folosită pentru a indica că ceva se întâmplă în acest moment.
| -are             | Singular | Plural |
| Persoana I       | -o       | -iamo  |
| Persoana a II-a  | -i       | -ate   |
| Persoana a III-a | -a       | -ano   |

Exemple:
mangiare, "a mânca".
Io mangio. (sau doar Mangio.) Eu mănânc (sau doar Mănânc.)
Antonio mangia. Antonio mănâncă.
Antonio mangia? Antonio mănâncă?
Mangia Antonio? Mănâncă Antonio?
guardare, "a se uita"
Noi guardiamo la televisione. (sau doar Guardiamo la televisione.) Noi ne uităm la televizor. (sau doar Ne uităm la televizor.)
| -ere             | Singular | Plural |
| Persoana I       | -o       | -iamo  |
| Persoana a II-a  | -i       | -ete   |
| Persoana a III-a | -e       | -ono   |

Exemplu:
lèggere, "a citi"
Lèggono i libri. (Ei) Citesc cărțile.
Leggo il giornale. (Eu) Citesc ziarul.
Unele verbe regulate terminate în "-ire" se conjugă normal, iar altele de conjugă în funcție de "-isco". Nu este altă posibilitate decât cea de memorare care cum se conjugă.
| -ire (forma normală) | Singular | Plural |
| Persoana I           | -o       | -iamo  |
| Persoana a II-a      | -i       | -ite   |
| Persoana a III-a     | -e       | -ono   |

Exemplu:
partire, "a pleca"
Partite. Plecați. (plural; folosit pentru a vorbi cu două sau mai multe persoane cu care ești familiarizat.)
Parti. Pleacă. (singular; folosit pentru a vorbi cu o singură persoană cu care ești familiarizat.)
Pàrtono. Depinzând de context, ar putea însemna după context, la fel ca și în română Pleacă (ori Tu să pleci ori Ei pleacă).
| -ire (forma -isco) | Singular | Plural  |
| Persoana I         | -isco    | -iamo   |
| Persoana a II-a    | -isci    | -ite    |
| Persoana a III-a   | -isce    | -iscono |

Exemplu:
capire, "a înțelege".
Io capisco sau doar Capisco. "Eu înțeleg." sau doar "Înțeleg."
Capisci? "Înțelegi?"

## Grafie și fonetică italiană

### Vocale
Limba italiană standard are un set de șapte vocale. Distincția între vocalele /ɛ/~/e/ și /ɔ/~/o/ se găsește în silabe accentuate. Exemple: grafia "pesca" reprezentă atât "pèsca" (piersică) [ˈpɛː.ska] cât și "pésca" (pescuit) [ˈpeː.ska]. Nu există o distincție fonemic între vocale lungi și scurte, dar vocalele în silabe deschise accentuate sunt lungi. Exemple: "fata" (zână) [ˈfaː.t̪a] vs. "fatta" (făcută) [ˈfat̪̚.t̪a]. Silabe finale au mereu o vocala scurt.
| Grafie | AFI | Descriere                                  | Cuvânt           |
| ------ | --- | ------------------------------------------ | ---------------- |
| a      | [ä] | Vocală deschisă centrală nerotunjită       | amore (dragoste) |
| e, è   | [ɛ] | Vocală semideschisă anterioară nerotunjită | bene (bine)      |
| e, é   | [e] | Vocală semiînchisă anterioară nerotunjită  | sera (seară)     |
| i      | [i] | Vocală închisă anterioară nerotunjită      | vino (vin)       |
| o, ò   | [ɔ] | Vocală semideschisă posterioară rotunjită  | parola (cuvânt)  |
| o, (ó) | [o] | Vocală semiînchisă posterioară rotunjită   | mondo (lume)     |
| u      | [u] | Vocală închisă posterioară rotunjită       | muro (perete)    |

### Consoane
Sistemul consonantic al limbii italiane este foarte asemănătoare cu sistemul românesc. Cu toate acestea, există o distincție între consoane lungi și scurte. Consoanele duble se pronunță puternic. Exemple: „fatto” [ˈfat̪̚.t̪o] (fapt), „piazza” ['pjat̪̚.t͡sa] (piață).
Înainte de vocalele anterioare (e și i), pronunția literelor c, g și sc se transformă din [k], [ɡ], și [sk] în [tʃ], [dʒ], și [ʃ], respectiv. Secvențele „ci-”, „gi-”, și „sci-” urmate de o altă vocală indică că consoanele sunt „moale” ([tʃ], [dʒ], [ʃ]). În astfel de cazuri, „i” este silențios dacă accentul nu este pus pe „i”. Exemple: „già” [dʒa] (deja, accentul este pus pe „à”) vs. „biologia” [bi.o.lo.ˈdʒiː.a] (biologie, accentul este pus pe „i”).
| Grafie | AFI  | Descriere                                               | Cuvânt           |
| ------ | ---- | ------------------------------------------------------- | ---------------- |
| b      | [b]  |                                                         | barca (barcă)    |
| c      | [k]  | înainte de a, o, și u                                   | caro (dragă)     |
| c      | [tʃ] | înainte de e și i                                       | ciao (salut)     |
| d      | [d̪]  |                                                         | dente (dinte)    |
| f      | [f]  |                                                         | fata (zână)      |
| g      | [ɡ]  | înainte de a, o, și u                                   | gatto (pisică)   |
| g      | [dʒ] | înainte de e și i                                       | giallo (galben)  |
| h      | --   | consoană mută                                           | ho (am)          |
| l      | [l]  |                                                         | lupo (lup)       |
| m      | [m]  |                                                         | muro (perete)    |
| n      | [n]  |                                                         | pena (pedeapsă)  |
| p      | [u]  |                                                         | papa (papă)      |
| q      | [k]  |                                                         | questo (acest)   |
| r      | [r]  |                                                         | raro (rar)       |
| s      | [s]  |                                                         | stella (stea)    |
| s      | [z]  | în poziție intervocalică sau înainte de consoană sonoră | snello (slab)    |
| t      | [t̪]  |                                                         | porta (ușă)      |
| v      | [v]  |                                                         | voce (voce)      |
| z      | [ts] |                                                         | forza (putere)   |
| z      | [dz] | de obicei la început de cuvânt                          | zanzara (țanțar) |

#### Digramă și trigramă
| Grafie | AFI  | Descriere              | Cuvânt            |
| ------ | ---- | ---------------------- | ----------------- |
| CH     | [k]  | uzat înainte de e și i | chiesa (biserică) |
| GH     | [ɡ]  | uzat înainte de e și i | ghetto (ghetou)   |
| GLI    | [ʎ]  | asemănători cu li      | meglio (mai bun)  |
| GN     | [ɲ]  | asemănători cu ni      | bagno (baie)      |
| SC     | [sk] | înainte de a, o, și u  | scarpa (pantof)   |
| SC     | [ʃ]  | înainte de e și i      | scimmia (maimuță) |
| SCH    | [sk] | uzat înainte de e și i | schermo (ecran)   |

#### Alte litere
Literele J, K, W, X, și Y există în cuvinte de origine străină.